# Dennis Christensen
Dennis Ole Christensen (* 18. Dezember 1972 in Kopenhagen) ist ein dänischer Staatsbürger, der wegen seiner Zugehörigkeit zur Glaubensgemeinschaft der Zeugen Jehovas von Mai 2017 bis zum 24. Mai 2022 in verschiedenen Haftanstalten in Russland inhaftiert war.

## Leben
Christensen wuchs in Dänemark als Sohn von Zeugen Jehovas auf und ließ sich 1989 als Zeuge Jehovas taufen. 1995 zog er vorübergehend ins russische St. Petersburg, um dort als Freiwilliger Helfer bei der Errichtung von Gebäuden für die Religionsgemeinschaft der Zeugen Jehovas mitzuarbeiten. Ihm gefiel es in Russland; 1999 übersiedelte er nach Murmansk. 2002 heiratete er dort Irina, eine russische Staatsbürgerin. 2006 zog das Ehepaar in die zentralrussische Stadt Orjol. Dort arbeitete Christensen selbständig als Tischler und Innendekorateur; in seiner Freizeit engagierte er sich für die örtliche Gemeinde der Zeugen Jehovas.

## Inhaftierung und Verurteilung Christensens aufgrund seiner Religionsausübung
Am 25. Mai 2017 stürmten schwerbewaffnete Mitglieder des Russischen Inlandsgeheimdienstes FSB einen Königreichssaal der Zeugen Jehovas in Orjol während eines Gottesdienstes und verhafteten 16 Anwesende, darunter Dennis Christensen. Auf Antrag des FSB ordnete das Bezirksgericht von Orjol an, Christensen zunächst für 60 Tage in Untersuchungshaft zu nehmen; dadurch, dass er am Gottesdienst der Zeugen Jehovas teilnahm, habe er die Aktivität einer illegalen extremistischen Organisation ausgeübt.
Im Juli 2017 verlängerte das Gericht die Untersuchungshaft auf 6 Monate und lehnte einen Antrag des bis dahin unbescholtenen Christensen auf Freilassung gegen Kaution ab. Christensens Antrag, ihn bis zum Abschluss der Ermittlungen unter Hausarrest zu stellen, wurde abgelehnt, obwohl die dänische Botschaft den russischen Behörden – die Christensens dänischen Pass konfisziert hatten – garantierte, dass sie Christensen nicht zu einer Ausreise verhelfen würde. Nach etwa einjährigem Prozess und fast zwei Jahren in Haft wurde er am 6. Februar 2019 zu sechs Jahren Gefängnis verurteilt, weil er sich für die Religionsgemeinschaft der Zeugen Jehovas betätigt hatte.
Christensen legte Berufung ein. In seinem Abschlussplädoyer vor dem Berufungsgericht im Mai 2019 sagte Christensen:
„[...] Ist es überhaupt möglich, einer Person zu verbieten, an Gott zu glauben, und sie dann dafür einzusperren? Meiner Meinung nach ist das falsch. [...] Während dieses Gerichtsverfahrens habe ich gehört, dass manche denken, es sei extremistisch, seinen Glauben für den wahren Glauben zu halten und dies öffentlich zu bekennen. Allerdings ist das völlig unlogisch, denn alle gläubigen Menschen denken, sie hätten den richtigen Glauben. Warum sollten sie sich sonst weiter zu ihrer Religion bekennen, wenn sie nicht davon überzeugt sind, dass es die wahre Religion ist? Wenn dieses Argument ausreicht, um jemanden für extremistisch zu erklären, dann müsste man auch Jesus als Extremisten bezeichnen. Ich werde nicht aufgeben, weil ich weiß, dass ich in Bezug auf diese Anschuldigungen unschuldig bin und die Wahrheit auf meiner Seite habe. Ich habe keine Angst, ins Gefängnis zu kommen, obwohl das eine völlig ungerechte Entscheidung wäre. [...] Ich bin innerlich ruhig und verspüre Frieden. Gott wird mich nie verlassen. [...]“
Das Berufungsgericht hielt die erstinstanzliche Entscheidung aufrecht, woraufhin Christensen in ein Gefängnis in Lgow verlegt wurde.
Nach Anträgen Christensens auf vorzeitige Haftentlassung ordnete ein russisches Gericht im Juni 2020 an, Christensen freizulassen, falls er bereit wäre, eine Geldstrafe von 400.000 Rubel anstelle seiner verbleibenden Haftstrafe zu leisten, doch die Staatsanwaltschaft legte dagegen Berufung ein. Zu diesem Zeitpunkt waren 34 weitere Zeugen Jehovas ihres Glaubens wegen in russischen Gefängnissen, 24 standen unter Hausarrest, gegen über 300 liefen Strafverfahren.
Nach Ablauf seiner sechsjährigen Haftstrafe wurde Christensen am 24. Mai 2022 aus der Haft entlassen und in sein Heimatland Dänemark abgeschoben, wo er am Folgetag eintraf.

## Hintergrund seiner Verurteilung
Im Juli 2002 war in Russland das Gesetz zur Bekämpfung extremistischer Aktivitäten verabschiedet worden. Das Gesetz sollte offiziell dem Kampf gegen Terrorismus dienen. Als extremistische Betätigung im Sinne des Gesetzes gelten jedoch nicht nur terroristische und gegen den Staat gerichtete Aktivitäten und deren Unterstützung, sondern auch „Propaganda“ dafür, dass eine Ethnie oder Religion überlegen sei. Die Venedig-Kommission des Europarates zeigte sich besorgt darüber, dass das Gesetz aufgrund seiner vagen Formulierungen so ausgelegt werden könnte, dass dadurch Menschenrechte beschnitten würden. Auf Grundlage dieses Gesetzes und der Lobbyarbeit der Russisch-Orthodoxen Kirche sowie der Anti-Sekten-Bewegung kam es zunächst zu lokalen Beschränkungen der Aktivitäten der Zeugen Jehovas. So wurde von den Behörden am 14. Juni 2016 die örtliche Vereinigung der Zeugen Jehovas auch in Christensens Wohnort Orjol aufgelöst.
2017 stufte das Oberste Gericht der Russischen Föderation Jehovas Zeugen als extremistische Organisation ein, woraufhin die Religionsgemeinschaft der Zeugen Jehovas verboten wurde, knapp 400 lokale Vereinigungen von Zeugen Jehovas in Russland aufgelöst wurden und deren Eigentum zur staatlichen Konfiszierung freigegeben wurde. Das Verbot erfolgte auf der Grundlage des Gesetzes zur Bekämpfung extremistischer Aktivitäten: Dass Jehovas Zeugen behaupten, sie würden die wahre Religion und den einzigen Weg zur Rettung lehren, mache sie zu einer extremistischen Vereinigung. Dasselbe rechtliche Argument hätte man theoretisch auch gegen viele andere Kirchen verwenden können. Der russische Staat hatte im Zuge dieses Verfahrens zugesagt, das Verbot der Rechtskörperschaften von Jehovas Zeugen werde die freie Glaubensausübung einzelner Zeugen Jehovas nicht beeinträchtigen. Dennoch wurden in der Folge einzelne Zeugen Jehovas festgenommen und „extremistischer“ Aktivitäten beschuldigt; Christensens Verurteilung war die erste, zu der es nach der Höchstgerichtsentscheidung von 2017 kam.
Im Dezember 2018 wurde bei einem Treffen des russischen Präsidenten Wladimir Putin mit dem Menschenrechtsrat beim russischen Präsidenten über die Situation von Zeugen Jehovas in Russland gesprochen. Putin äußerte sich dabei dahingehend, dass man Menschen nicht wegen ihres Glaubens als Mitglieder destruktiver oder terroristischer Vereinigungen betrachten sollte. Das weckte vorübergehend Erwartungen, dass sich die Situation der Zeugen Jehovas in Russland verbessern könnte. Diese Hoffnungen zerschlugen sich, als nicht einmal zwei Monate danach Christensen verurteilt wurde. Christensens Verurteilung wurde als Signal Russlands verstanden, dass sich die Lage der Zeugen Jehovas trotz der Aussagen Putins vom Dezember 2018 nicht verbessern würde, und dass auch ausländische Staatsbürger damit rechnen müssten, von der Verfolgung der Zeugen Jehovas in Russland betroffen zu sein.

## Reaktionen auf das Verfahren gegen Christensen
Das Urteil gegen Christensen rief zahlreiche internationale Reaktionen hervor:
Der dänische Außenminister Anders Samuelsen forderte Russland zur Achtung der Religionsfreiheit auf und sagte Christensen die Unterstützung Dänemarks zu.
Die Hohe Kommissarin der Vereinten Nationen für Menschenrechte Michelle Bachelet äußerte sich besorgt über die Verurteilung Christensens. Sie sagte, dass das hohe Strafmaß „einen gefährlichen Präzedenzfall“ darstelle und „die freie Religions- oder Glaubensausübung von Zeugen Jehovas in Russland unter Strafe“ stelle. Sie forderte die russische Regierung nachdrücklich auf, „das Gesetz zur Bekämpfung extremistischer Aktivitäten zu überarbeiten und besonders die unklare und offene Definition von ‚extremistischen Aktivitäten‘ klarzustellen“, und rief dazu auf, „die Anklagen gegen alle Personen fallen zu lassen, die wegen Ausübung ihres Rechts auf Religions-, Glaubens-, Meinungs- oder Versammlungsfreiheit inhaftiert sind, und sie aus der Haft zu entlassen.“ Auch der Europarat, die EU und die United States Commission on International Religious Freedom forderten Christensens Freilassung.
Die Menschenrechtsorganisationen Memorial International, Amnesty International, Human Rights Watch und  Forum 18 betrachteten Christensen als Gefangenen aus Gewissensgründen und forderten seine Freilassung.
Der Demokrat Eliot Engel und der Republikaner Michael McCaul brachten im Mai 2020 einen Resolutionsentwurf im US-Repräsentantenhaus ein, wonach das Repräsentantenhaus beschließen sollte, von Russland die Freilassung Christensens und anderer politischer Gefangener zu fordern.